# Thomas C. Hindman
Pour les articles homonymes, voir Hindman.
Thomas Carmichael Hindman, Jr., né le 28 janvier 1828 à Knoxville et mort le 27 septembre 1868 à Helena, est un avocat, militaire et homme politique américain.
Milicien, il devient major-général dans l'armée des États confédérés (1861–1865) pendant la guerre de Sécession.
Après guerre, il devient notamment député du 1er district congressionnel de l'Arkansas.